# Opitz Nándor
Opitz Nándor (Budapest, 1922 – 1995) magyar vitorlázó- és motorosgép-pilóta, oktató, sportrepülő.

## Életpálya
1939-ben kezdett repülni a Hármashatárhegyen, 1942-ben C vizsga, 1943-ban ezüstkoszorú, 1957-ben aranykoszorú, ettől az évtől kezdve több mint tíz nemzeti rekordot repült. 1958-ban teljesítette az 1. számú magyar és egyben 96. FAI-számú gyémántkoszorús teljesítményjelvény feltételeit. Vizsgázott vitorlázó repülőként Gyöngyösön oktatta a fiatalokat. Az első magyar gyémántkoszorús vitorlázórepülő. Vitorlázógéppel 2 700, motorosgéppel 3 700 órát repült balesetmentesen. Az általa repült típusok száma több mint 50.

## Sporteredmények
A vitorlázórepülő válogatott oszlopos tagja. Sirály típusú vitorlázó repülőgépével több kiváló eredményt ért el.

## Rekorderedmények

### 1962
- 200 kilométeren, sebességi háromszög repülésen 74,31 kilométer/óra,
- 100 kilométeren 133,3 kilométer/óra sebesség

## Elismerések
- 1958-ban a Magyar Népköztársaság Érdemes Sportolója cím tulajdonosa.
- Nemzetközi Repülő Szövetség (franciául: Fédération Aéronautique Internationale) (FAI) 19. magyarként, az 1965-ben megtartott kongresszusán, 25 éves repülő pályafutásának elismeréseként Paul Tissandier diplomát adományozott részére.

## Emlékezete
- A Dunakeszin működő Opitz Nándor Sportrepülőklub viseli a nevét.
- Nevét viseli a 136518 Opitz kisbolygó.

## Külső hivatkozások
- Opitz Nándor. opitz.hu. (Hozzáférés: 2011. december 15.)